# Carydana agomena
Carydana agomena är en insektsart som först beskrevs av Karsch 1896.  Carydana agomena ingår i släktet Carydana och familjen gräshoppor. Inga underarter finns listade i Catalogue of Life.

## Bildgalleri

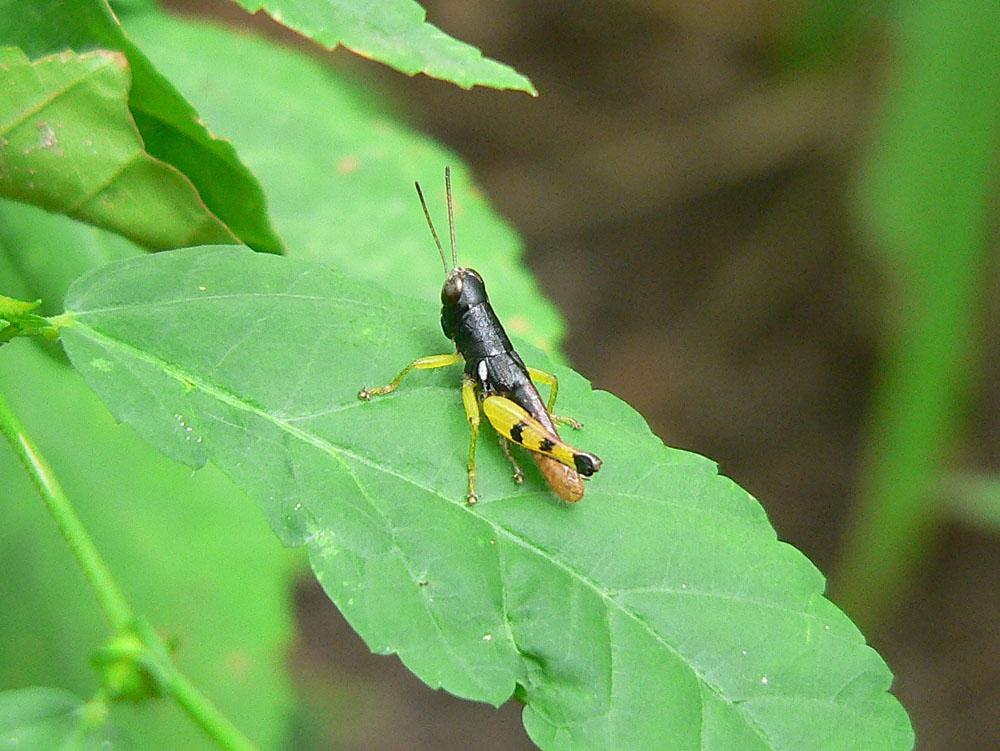